# Paunat
Paunat är en kommun i departementet Dordogne i regionen Nouvelle-Aquitaine i sydvästra Frankrike. Kommunen ligger i kantonen Sainte-Alvère som tillhör arrondissementet Bergerac. År 2022 hade Paunat 318 invånare.

## Befolkningsutveckling
Antalet invånare i kommunen Paunat
Referens:INSEE